# Blaue Monsterfächergarnele

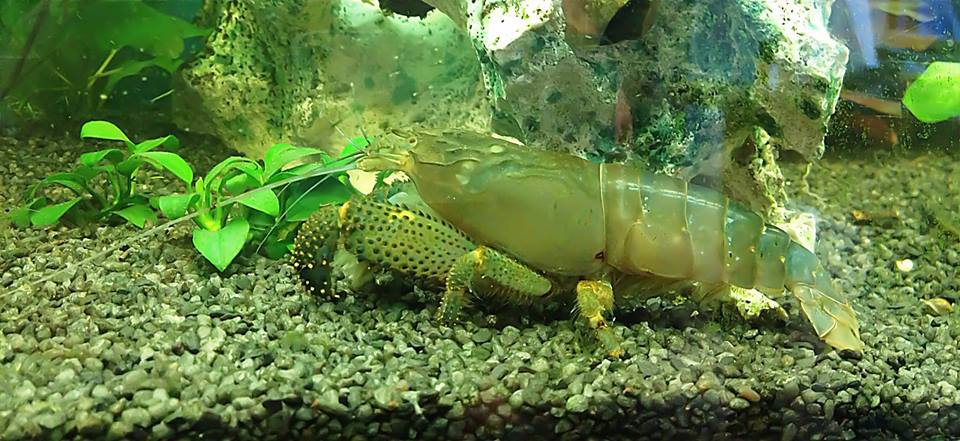
Blaue Monsterfächergarnele mit eingezogenen Fächern

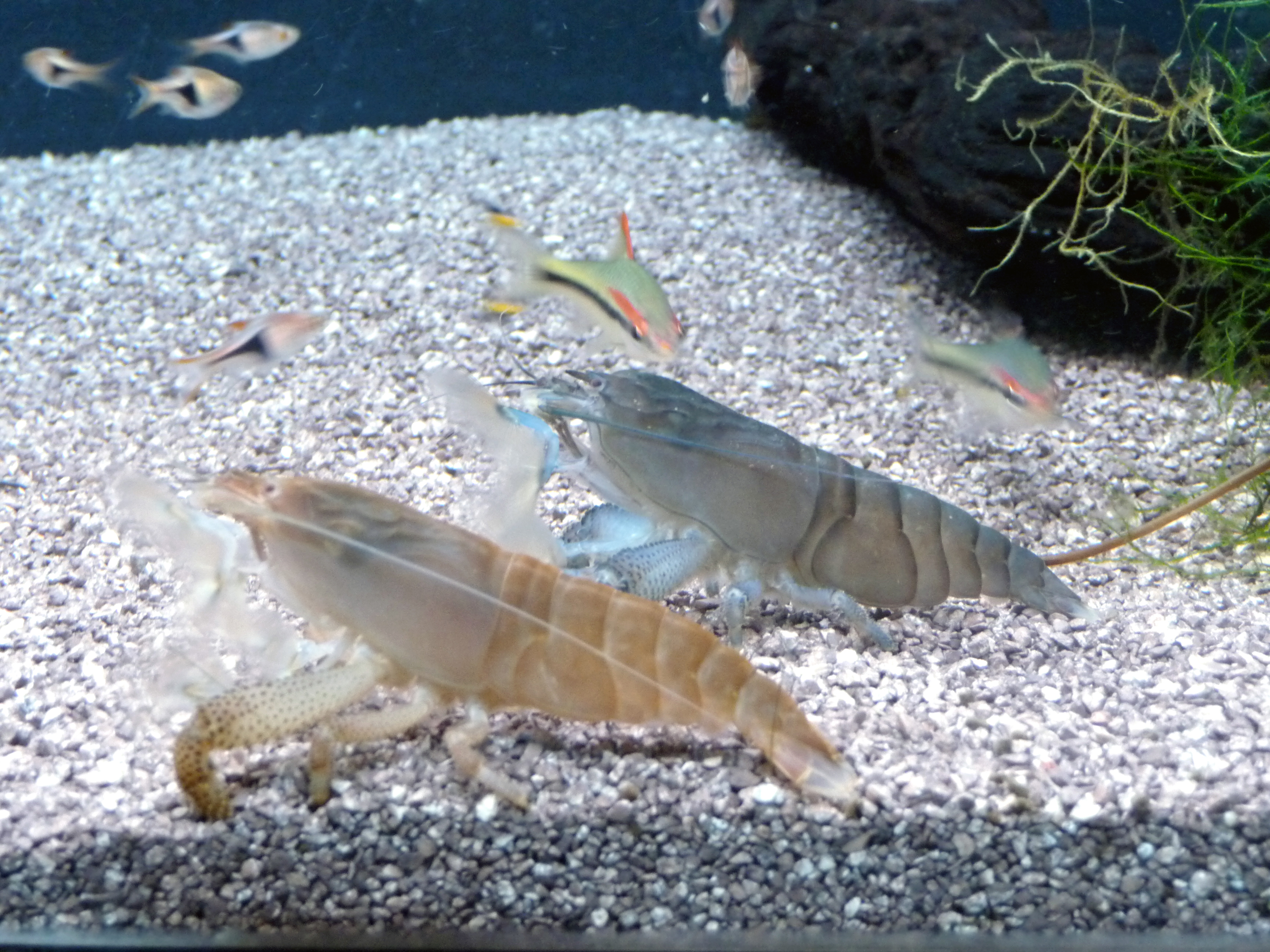
Zwei unterschiedlich gefärbte Blaue Monsterfächergarnelen beim Filtrieren von Plankton

Die Blaue Monsterfächergarnele (Atya gabonensis), auch Gabun-Riesenfächergarnele genannt, ist eine große Fächergarnele aus der Gattung der Riesenfächergarnelen (Atya) innerhalb der Süßwassergarnelen (Atyidae). 

## Merkmale
Die Art erreicht eine Länge von ca. 14 cm. Weibchen haben am Beginn des Abdomens größere Bauchschilder als Männchen; außerdem sind die Klauen der Weibchen nicht ganz so groß wie die der Männchen. Die Färbung variiert von weißlich, hellblau über rotbraun bis hin zu einem kräftigen Blau. Die Art der Färbung scheint hauptsächlich von der Färbung des Bodengrundes abhängig zu sein. Auf dunklem Bodengrund sind die Garnelen am kräftigsten blau gefärbt. Die Farbe wird mit jeder Häutung näher dem vorhandenen Bodengrund angepasst. Mit ihren starken dritten Schreitbeinen ist die Garnele in der Lage, sich in stärkster Strömung am Boden festzukrallen. Die extrem vergrößerten dritten Schreitbeine männlicher Tiere und die faltig gefurchte Oberfläche des Rückenpanzers (Carapax) haben zusammen mit der Körpergröße (erwachsene Tiere können eine Länge von 14 cm erreichen) zum deutschen Trivialnamen „Monstergarnele“ geführt. Das finstere Aussehen der Garnele wird innerhalb der Familie der Atyidae nur von der nahe verwandten Art Atya crassa übertroffen. Bei dieser Art tragen die Falten des Carapax noch Reihen von starken Dornen. In der Gattung Atya stellen diese beiden Tiere die am weitesten entwickelten Arten dar. In Aquarienhaltung stellt sie keine Gefahr dar für andere Bewohner. Wie andere Arten der Gattung zeigt die Blaue Monsterfächergarnele beim Heranwachsen einen interessanten Farbwechsel. Als Jungtiere oft bläulich gefärbt, wechseln ältere Tiere oft zu bräunlichen Farbtönen.

## Lebensweise
Wie alle Fächergarnelen besitzt die Blaue Monsterfächergarnele lange Borsten an den ersten beiden Schreitbeinpaaren, welche zum Filtrieren von Plankton dienen. Sie sind im aktiven Zustand fächerartig entfaltet, werden in die Strömung gehalten und in regelmäßigen Abständen zusammengezogen und unter dem Körper ausgestreift. Dabei werden die ausfiltrierten Kleinstorganismen von der Garnele aufgenommen. Der empfindliche Borstenapparat wird häufig geputzt und geordnet.

## Verbreitung
Die Blaue Monsterfächergarnele ist auf beiden Seiten des Atlantiks verbreitet. Wie der Name „Gabun-“ andeutet, bewohnt Atya gabonensis auch die westafrikanische Küste. Die Verbreitungsgebiete dieser Art gehen von Senegal südwärts bis zum Kongo und an der Ostküste Südamerikas von Venezuela bis Brasilien. Die Tiere bewohnen wie andere Fächergarnelen felsige, steinige Bachläufe bis hinauf in die Quellregion.

## Vermehrung
Die Garnelen laichen im Süßwasser von fließenden Gewässern. Nach dem Schlüpfen der Larven werden diese mit der Strömung ins Mündungsgebiet der Flüsse getrieben, damit die Larven in das für ihre weitere Entwicklung notwendige Meer- oder Brackwasser gelangen können. Die entwickelten Jungtiere wandern anschließend wieder flussaufwärts in die Süßwasserlebensräume ihrer Gattung.
In Aquarien ist eine Nachwuchsgewinnung nur unter hohem Aufwand möglich. Zwar setzen die weiblichen Tiere in der Regel Eier an, doch die daraus schlüpfenden Garnelenlarven können sich mangels Brack- oder Meerwassers nicht entwickeln.